# Градина (Дервента)
Градина су насељено мјесто у општини Дервента, Република Српска, БиХ. Према попису становништва из 2013. године, у насељу је живјело 115 становника.

## Становништво
| Демографија | Демографија | Демографија |
| Година      | Становника  | Становника  |
| ----------- | ----------- | ----------- |
| 1971.       | 459         |             |
| 1981.       | 446         |             |
| 1991.       | 416         |             |
| 2013.       | 115         |             |